# Michaela Hermann
Michaela Hermann ist eine frühere deutsche Biathletin.
Michaela Hermann startete für den SV Vachendorf. Sie gehörte gegen Ende der 1980er und zu Anfang der 1990er Jahre zum deutschen Biathlon-Nationalkader. In der Saison 1989/90 gewann sie vor Marion Bald und Uschi Disl die Gesamtwertung im Biathlon-Europacup. In ihrer erfolgreichsten Saison gewann sie zudem den Sprint-Titel bei den Deutschen Meisterschaften. 1991/92 gewann sie vor Dorina Pieper und Heike Langstein nochmals die Gesamtwertung des Europacups.